# Mircea Grabovschi
Mircea Grabovschi (ibland stavat Grabovski eller Grabowski), född 22 december 1952 i Sighișoara, död 23 juli 2024, var en rumänsk handbollsspelare.
Han tog OS-silver i herrarnas turnering i samband med de olympiska handbollstävlingarna 1976 i Montréal.